# Château de Courtivron
 (avril 2023).
- Si vous ne connaissez pas le sujet, laissez ce bandeau (vous pouvez alors contacter les auteurs).
- Si vous supprimez le contenu mis en cause (vous pouvez préalablement contacter les auteurs),

argumentez précisément cette suppression dans la page de discussion
(un manque de référence n'est pas un argument ; une recherche réelle de référence doit avoir été effectuée, être formellement documentée).
Le château de Courtivron est un château  du XIVe siècle situé à Courtivron, en Bourgogne-Franche-Comté.

## Localisation
A la limite sud du village, le château situé en fond de vallée est bâti entre deux bras de l'Ignon sur une plate-forme en  demi-octogone régulier.

## Historique
Le plus ancien seigneur connu est Odo de Saulx en 1118. Le 20 mars 1365, le duc Philippe II de Bourgogne autorise la vente de la maison forte de Courtivron à Jean de Saulx, chancelier de Bourgogne, qui affranchit les habitants et déplace à Courtivron en 1379 la chapelle de Saulx-le-Duc. La seigneurie reste dans la famille avant de changer plusieurs fois de mains, passant aux Beaufremont, Mailly puis Compasseur de Vitre.
Le 20 mai 1521, Girard de Vienne, conseiller à la cour au parlement de Dijon et seigneur de Ruffey, rend hommage au roi pour la seigneurie de Courtivron. En 1641, le village est détruit par l'armée du maréchal de Grancey ; La terre de Courtivron est érigée en marquisat en 1695.
En 1709, la chapelle Sainte-Anne est transférée de Saulx au château de Courtivron[réf. souhaitée].
Au début du XIXe siècle, une filature est aménagée dans le château. En 1820, elle est équipée de 18 métiers à tisser type "Mulle-Jenny" et quatre métiers à tisser en continu. En 1856, l'entreprise emploie 156 personnes et en 1860, 21 métiers à tisser sont dénombrés. Après une période difficile, elle ferme définitivement ses portes en 1892. Les bâtiments sont démolis et il n’en subsiste que les logements ouvriers à l'ouest et le bâtiment d’une turbine dans le parc du château.

## Architecture
1En 1794, le château de Courtivron ainsi que les communs sis de chaque côté de la basse-cour ont été presque entièrement reconstruits peu avant la Révolution. Ce château environné d'un large fossé en eaux est composé de deux ailes, du corps de bâtiment et de la cour. Au milieu de la façade principale, à côté de la porte d'entrée se trouve une ancienne tour en pierre de taille entourée de douves. Son rez-de-chaussée est occupé par les offices et la cuisine, le premier étage est distribué en plusieurs chambres. Le second sert de garde meuble et le dernier de dépôt. A chaque étage, les murs sont percés de plusieurs croisées. La partie supérieure ne comporte plus qu'un couronnement composé d'une plate-bande en pierre de taille[réf. souhaitée].
Du château médiéval, il ne subsiste qu'une tour rectangulaire située au nord de la plate-forme, au milieu du plus grand côté. Son espace interne est divisé en cinq niveaux. Le rez-de-chaussée est éclairé par quatre jours-en-archère, et le cinquième s'ouvre sur chaque face de deux fenêtres de tir à coussiège. Le toit en pavillon repose sur une couronne de corbeaux qui ont dû porter un mâchicoulis. Les étages sont desservis par un escalier en vis dans-œuvre dans l'angle nord-est. L'accès à la tour se fait au sud, par une large porte donnant dans la cour. On y trouve trois cheminées simples, sans sculpture. Sur le parement se trouve le millésime 1581[réf. souhaitée].
Le parc boisé s'étend au sud et au nord, des jardins à la française s'étirent entre les communs et l'ancienne orangerie pour rejoindre un pavillon XIXe siècle au toit d'ardoises. Le parc recèle une glacière.
Les façades, les toitures, le sol de la cour d'honneur, les douves et leur pont sont inscrits par arrêté du 29 mars 1971.

## Mobilier
Paul Dubois est l'auteur des statues de Diane et Apollon exécutées pour le grand salon.[réf. nécessaire]